# Akita Yutaka
Akita Yutaka (秋田 豊 Akita Yutaka, sinh ngày 6 tháng 8 năm 1970) là một cựu cầu thủ và huấn luyện viên bóng đá Nhật Bản. Anh từng khoác áo đội tuyển bóng đá quốc gia Nhật Bản.

## Thống kê sự nghiệp
| Đội tuyển bóng đá Nhật Bản | Đội tuyển bóng đá Nhật Bản | Đội tuyển bóng đá Nhật Bản |
| Năm                        | Trận                       | Bàn                        |
| -------------------------- | -------------------------- | -------------------------- |
| 1995                       | 2                          | 1                          |
| 1996                       | 2                          | 0                          |
| 1997                       | 16                         | 2                          |
| 1998                       | 10                         | 0                          |
| 1999                       | 7                          | 0                          |
| 2000                       | 0                          | 0                          |
| 2001                       | 0                          | 0                          |
| 2002                       | 3                          | 0                          |
| 2003                       | 4                          | 1                          |
| Tổng cộng                  | 44                         | 4                          |